# Badljevina
Badljevina falu Horvátországban Pozsega-Szlavónia megyében. Közigazgatásilag Pakráchoz tartozik.

## Fekvése
Pozsegától légvonalban 42, közúton 59 km-re északnyugatra, községközpontjától légvonalban és közúton 8 km-re északra, Nyugat-Szlavóniában a Bijela-patak völgyében fekszik. Áthalad rajta a Daruvárt Pakráccal összekötő D5-ös számú főút.

## Története
A régészeti leletek tanúsága szerint Badljevina területe már az ókorban is lakott volt. A falutól nyugatra Sređani irányában a Bijela-patak mentén fekvő Zidine nevű lelőhelyen római településre utaló téglatöredékek, cserepek, kőtörmelék, kerámiák és csontok kerültek elő. A római vízvezeték maradványai a település egykori fontosságára utalnak. A középkori leletek alapján arra lehet következtetni, hogy a római települést a középkorban is lakták. Középkori története a 13. századtól követhető a fennmaradt írásos dokumentumok alapján. A szomszédos Sređani helyén állt középkori települést magyarul Pekerszerdahelynek nevezték. Innen kapta nevét a Pekry család, mely a 14. század elején két testvér, Péter és Pál után két ágra szakadt. A két testvér közül Péter a Peker (régiesen Pukur, ma Biela) folyótól északra eső területet kapta birtokul, Pál pedig a délit. Az előbbi birtokrészt Petrovinának (innen a család előneve), az utóbbit pedig Paulovinának nevezték el. Petrovinát 1495-ben, 1507-ben és 1517-ben is említik több birtokossal feudális birtokként. 1501-ben említik Szent Péter plébániáját és Mihály nevű plébánosát is. Pekerszerdahely a 15. században a Maróti, majd a Kanizsai család birtoka volt. 1447-ben említik itt a Maróti család kastélyát. A birtokon 1460 előtt ágoston rendi szerzetesek telepedtek meg. 1476-ban már oppidum volt. A kolostor 1495-ben 35 adózó portával rendelkezett. Összesen 155 portával lélekszámát tekintve Monoszló mögött Kőrös vármegye második legnagyobb települése volt. A települést 1542-ben foglalta el a török, ezután több mint száz évig török uralom alatt állt.
A 17. század végétől a török kiűzése után a területre folyamatosan telepítették be a keresztény lakosságot. Első írásos említése 1698-ban „Badlevina” alakban a török uralom alól felszabadított települések összeírásában történt. Az első katonai felmérés térképén „Dorf Badljevina” néven találjuk. Lipszky János 1808-ban Budán kiadott repertóriumában „Badlyevina” néven szerepel. Nagy Lajos 1829-ben kiadott művében „Badlyevina” néven összesen 59 házzal, 376 ortodox és 4 katolikus vallású lakossal találjuk.
A településnek 1857-ben 350, 1910-ben 873 lakosa volt. 1910-ben a népszámlálás adatai szerint lakosságának 59%-a horvát, 22%-a magyar, 12%-a cseh, 6%-a német anyanyelvű volt. Pozsega vármegye Pakráci járásának része volt. Az első világháború után 1918-ban az új szerb-horvát-szlovén állam, majd később (1929-ben) Jugoszlávia része lett. 1991-ben lakosságának 82%-a horvát, 7%-a cseh, 3%-a szerb nemzetiségű volt. A délszláv háború idején a falu nagy szerepet játszott Pakrác védelmében. A horvát különleges rendőri erők 1991. augusztus 21-én Badljevina irányából érkezve mentették fel a védőket a várost aknákkal támadó szerb erőktől. 2011-ben 733 lakosa volt.

## Lakossága
| Lakosság változása | Lakosság változása | Lakosság változása | Lakosság változása | Lakosság változása | Lakosság változása | Lakosság változása | Lakosság változása | Lakosság változása | Lakosság változása | Lakosság változása | Lakosság változása | Lakosság változása | Lakosság változása | Lakosság változása | Lakosság változása |
| ------------------ | ------------------ | ------------------ | ------------------ | ------------------ | ------------------ | ------------------ | ------------------ | ------------------ | ------------------ | ------------------ | ------------------ | ------------------ | ------------------ | ------------------ | ------------------ |
| 1857               | 1869               | 1880               | 1890               | 1900               | 1910               | 1921               | 1931               | 1948               | 1953               | 1961               | 1971               | 1981               | 1991               | 2001               | 2011               |
| 350                | 572                | 633                | 811                | 832                | 873                | 927                | 1.014              | 1.052              | 1.256              | 1.193              | 1.041              | 839                | 828                | 843                | 733                |

## Nevezetességei
Badljevina területén több régészeti lelőhely is található. A falutól délre fekszik a Gradina lelőhely. Nagyon valószínű, hogy itt régen egy falu volt. Ezt igazolják a mezőn szétszórtan található tégla és cseréptöredékek. 1885-ben amikor az akkori tanító vizsgálódott a területen még az egykori házak alapjai is látszottak a szántóföldön.
A legjelentősebb lelőhely Zidine, mely a falutól nyugatra Sređani irányában a Bijela-patak mentén fekszik. Ezen a helyen szántás után még ma is fehér és rózsaszín vakolású téglatöredékek, cserepek, kőtörmelék, kerámiák és csontok kerülnek elő. A Gornji Sređanin élő Ivan Blažević sírok maradványait, falakat és cseréptöredékeket talált itt. A talajszondázás során a régészek arra a megállapításra jutottak, hogy itt 3. vagy 4. századi római temető volt. A szomszédos Gornji Sređanin egyes házak a Zidine lelőhely római tégláiból épültek fel. Szántás során az egykori római vízvezetékhez tartozó, 33 cm hosszúságú, 16 cm átmérőjű és 1,4 cm mélységű kerámiák kerültek elő. Ugyanitt középkori cseréptöredékeket is találtak, melyek a középkori „Zerdahel”, majd Petrovina néven említett mezővároshoz, illetve annak erődítéseihez és ágoston rendi kolostorához tartozhattak.
Gornji Sređani és Badljevina között a Zidine nevű helyen állt a középkorban az ágoston rendi szerzetesek Háromkirályok kolostora. A kolostorról nagyon kevés adat maradt fenn, helyét a 20. század elején végzett két ásatás sem tisztázta. A neves horvát történész Gjuro Szabo említi, hogy ezen a helyen két erődítmény is állt. Az egyiket sánc övezte, míg a másik valószínűleg csak egy téglából épített torony volt. A korabeli források alapján Szabó azt is feltételezte, hogy az eddig fel nem tárt területen egy kápolna is állt, ahova a Pekry család temetkezett.
Fontos régészeti lelőhely Filjak. Itt Andrija Seleš szőlőművelés közben mintegy 30 köbméternyi, cseréptöredékekkel kevert követ ásott ki a földből. Az anyagot badljevinai házának építéséhez használta fel. Nagyon valószínű, hogy ez egy Sređani irányába haladó római út anyaga volt. Andrija Frank azt is megjegyzi, hogy sok faragott kő, tégla, cserép és kovácsműhelyből származó salak is látható volt a területen.
Keresztelő Szent János tiszteletére szentelt római katolikus plébániatemploma 1770-ben épült. Építésének idején mellette még egy fatemplom is állt, melyet idővel lebontottak. A 19. században kegyura a Jankovich család volt, melynek 1937-ig kastélya is állt a faluban. Építésének idején a pakráci plébánia filiája volt. A helyiekben már a 19. század közepén megfogalmazódott az igény önálló plébánia alapítására, melyhez a környező települések, Sirač, Sređani, Šibovac, Golubinjak, Trojeglava és Goveđe Polje hívei is csatlakoztak. Végül 1906 júliusában alapították meg a badljevinai plébániát. A templom 7 regiszteres, egymanuálos orgonája 1907 körül készült Jan Tuček mester kutna horai műhelyében. A későbarokk templom körül egy 500 éves jegenyefa és két nagy tölgyfa áll.